# Перейра, Маозинья
Жоао Марселло «Маозинья» Кардозо Перейра (порт. João Marcello «Mãozinha» Cardoso Pereira; род. 28 августа 2000, Рио-де-Жанейро) — бразильский баскетболист, выступающий за клуб Джи-Лиги НБА «Мемфис Хастл».

## Профессиональная карьера
Маозинья начал свою профессиональную карьеру в чемпионате Бразилии за клуб «Пиньейрос», сыграв 4 игры за этот клуб. Затем он перебрался в клуб из Северной Македонии «Црн Дрим».
12 августа 2021 года Маозинья подписал контракт с другим бразильским клубом «Сеаренсе», где он в среднем набирал 13,5 очка, 9,6 подбора, 1,1 передачи и 1,3 перехвата.
После того, как Маозинья не был выбран на драфте НБА 2022 года, сезон 2022/2023 он провёл за бразильский «Коринтианс».
30 октября 2023 года Маозинья присоединился к команде «Мехико-Сити Капитанес», выступающей в Джи-Лиге НБА. 12 января 2024 года в матче против «Висконсин Херд» он набрал рекордные в карьере 19 очков, сделал 11 подборов, 3 перехвата и 3 блок-шота. 31 января он был выбран для участия в конкурсе данков Джи-лиги, на котором занял третье место.
20 марта 2024 года Маозинья подписал 10-дневный контракт с «Мемфис Гриззлис». Он провёл на площадке чуть больше пяти минут и набрал два очка в своем дебютном матче в НБА, проиграв «Голден Стэйт Уорриорз» со счетом 137:116, став 20-м бразильцем, игравшим в НБА. 30 марта он подписал второй 10-дневный контракт с «Гриззлис».
6 сентября 2024 года Маозинья вновь подписал контракт с «Гриззлис». Однако 19 октября он был отчислен. 28 октября 2024 года Перейра подписал контракт с «Мемфис Хастл».

## Национальная сборная
Маозинья Перейра был членом сборной Бразилии на Олимпийских играх 2024 года, где Бразилия заняла 7-е место.

## Статистика

### Статистика в НБА
| Сезон                                                                                    | Команда | Регулярный сезон | Регулярный сезон | Регулярный сезон | Регулярный сезон | Регулярный сезон | Регулярный сезон | Регулярный сезон | Регулярный сезон | Регулярный сезон | Регулярный сезон | Регулярный сезон | Серия плей-офф | Серия плей-офф | Серия плей-офф | Серия плей-офф | Серия плей-офф | Серия плей-офф | Серия плей-офф | Серия плей-офф | Серия плей-офф | Серия плей-офф | Серия плей-офф |
| Сезон                                                                                    | Команда | GP               | GS               | MPG              | FG%              | 3P%              | FT%              | RPG              | APG              | SPG              | BPG              | PPG              | GP             | GS             | MPG            | FG%            | 3P%            | FT%            | RPG            | APG            | SPG            | BPG            | PPG            |
| ---------------------------------------------------------------------------------------- | ------- | ---------------- | ---------------- | ---------------- | ---------------- | ---------------- | ---------------- | ---------------- | ---------------- | ---------------- | ---------------- | ---------------- | -------------- | -------------- | -------------- | -------------- | -------------- | -------------- | -------------- | -------------- | -------------- | -------------- | -------------- |
| 2023/24                                                                                  | Мемфис  | 7                | 1                | 17,4             | 51,4             | 38,5             | 70,0             | 5,3              | 0,3              | 0,9              | 0,6              | 6,9              | Не участвовал  | Не участвовал  | Не участвовал  | Не участвовал  | Не участвовал  | Не участвовал  | Не участвовал  | Не участвовал  | Не участвовал  | Не участвовал  | Не участвовал  |
|                                                                                          | Всего   | 7                | 1                | 17,4             | 51,4             | 38,5             | 70,0             | 5,3              | 0,3              | 0,9              | 0,6              | 6,9              | Не участвовал  | Не участвовал  | Не участвовал  | Не участвовал  | Не участвовал  | Не участвовал  | Не участвовал  | Не участвовал  | Не участвовал  | Не участвовал  | Не участвовал  |
| Наведите курсор мыши на аббревиатуры в заголовке таблицы, чтобы прочесть их расшифровку. |         |                  |                  |                  |                  |                  |                  |                  |                  |                  |                  |                  |                |                |                |                |                |                |                |                |                |                |                |

### Статистика в Джи-Лиге
| Сезон                                                                                    | Команда               | Регулярный сезон | Регулярный сезон | Регулярный сезон | Регулярный сезон | Регулярный сезон | Регулярный сезон | Регулярный сезон | Регулярный сезон | Регулярный сезон | Регулярный сезон | Регулярный сезон | Серия плей-офф | Серия плей-офф | Серия плей-офф | Серия плей-офф | Серия плей-офф | Серия плей-офф | Серия плей-офф | Серия плей-офф | Серия плей-офф | Серия плей-офф | Серия плей-офф |
| Сезон                                                                                    | Команда               | GP               | GS               | MPG              | FG%              | 3P%              | FT%              | RPG              | APG              | SPG              | BPG              | PPG              | GP             | GS             | MPG            | FG%            | 3P%            | FT%            | RPG            | APG            | SPG            | BPG            | PPG            |
| ---------------------------------------------------------------------------------------- | --------------------- | ---------------- | ---------------- | ---------------- | ---------------- | ---------------- | ---------------- | ---------------- | ---------------- | ---------------- | ---------------- | ---------------- | -------------- | -------------- | -------------- | -------------- | -------------- | -------------- | -------------- | -------------- | -------------- | -------------- | -------------- |
| 2023/24                                                                                  | Мехико-Сити Капитанес | 40               | 19               | 23,5             | 62,8             | 29,7             | 62,7             | 8,7              | 0,9              | 1,4              | 1,2              | 10,8             | Не участвовал  | Не участвовал  | Не участвовал  | Не участвовал  | Не участвовал  | Не участвовал  | Не участвовал  | Не участвовал  | Не участвовал  | Не участвовал  | Не участвовал  |
|                                                                                          | Всего                 | 40               | 19               | 23,5             | 62,8             | 29,7             | 62,7             | 8,7              | 0,9              | 1,4              | 1,2              | 10,8             | Не участвовал  | Не участвовал  | Не участвовал  | Не участвовал  | Не участвовал  | Не участвовал  | Не участвовал  | Не участвовал  | Не участвовал  | Не участвовал  | Не участвовал  |
| Наведите курсор мыши на аббревиатуры в заголовке таблицы, чтобы прочесть их расшифровку. |                       |                  |                  |                  |                  |                  |                  |                  |                  |                  |                  |                  |                |                |                |                |                |                |                |                |                |                |                |

### Статистика в других лигах
| Сезон | Команда               | Лига                  | GP | GS | MPG  | FG%   | 3P%  | FT%  | RPG | APG | SPG | BPG | PFL | TOV | PPG  |
| --- | --------------------- | --------------------- | -- | -- | ---- | ----- | ---- | ---- | --- | --- | --- | --- | --- | --- | ---- |
| 2019/20 | Все клубы             | Все лиги              | 4  | 0  | 3,2  | 100,0 | -    | -    | 0,0 | 0,0 | 0,3 | 0,0 | 0,8 | 0,0 | 0,5  |
| 2019/20 | Пиньейрос             | Лига Судамерикано     | 3  | 0  | 2,2  | -     | -    | -    | 0,0 | 0,0 | 0,0 | 0,0 | 0,3 | 0,0 | 0,0  |
| 2019/20 | Пиньейрос             | Чемпионат Бразилии    | 1  | 0  | 6,0  | 100,0 | -    | -    | 0,0 | 0,0 | 1,0 | 0,0 | 2,0 | 0,0 | 2,0  |
| 2020/21 | Црн Дрим              | Чемпионат Македонии   | 21 | 17 | 30,5 | 53,8  | 29,4 | 51,4 | 8,1 | 0,7 | 1,4 | 1,0 | 2,8 | 1,6 | 13,1 |
| 2021/22 | Сеаренсе              | Чемпионат Бразилии    | 20 | 15 | 33,3 | 54,6  | 30,6 | 61,1 | 9,6 | 1,1 | 1,4 | 1,1 | 3,5 | 1,2 | 13,5 |
| 2022/23 | Коринтианс            | Чемпионат Бразилии    | 32 | 25 | 29,0 | 64,7  | 34,0 | 60,9 | 9,8 | 0,8 | 1,0 | 1,2 | 2,7 | 0,8 | 11,2 |
| Всего | Всего                 | Всего                 | 77 | 57 | 29,2 | 58,0  | 31,2 | 57,4 | 8,8 | 0,8 | 1,2 | 1,0 | 2,8 | 1,1 | 11,8 |
| В чемпионате Бразилии | В чемпионате Бразилии | В чемпионате Бразилии | 53 | 40 | 30,2 | 60,0  | 31,9 | 61,0 | 9,5 | 0,9 | 1,1 | 1,1 | 3,0 | 0,9 | 11,9 |
| Наведите курсор мыши на аббревиатуры в заголовке таблицы, чтобы прочесть их расшифровку Статистика приведена с сайта basketball.realgm.com |                       |                       |    |    |      |       |      |      |     |     |     |     |     |     |      |